# Rikssalen

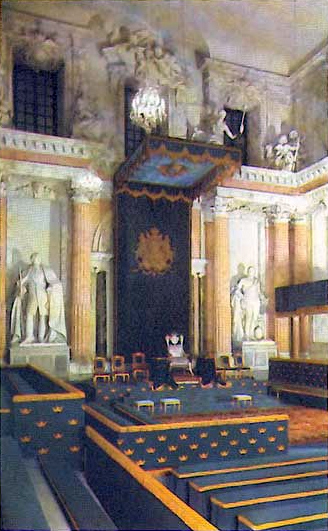
la Rikssalen verso la metà del XX secolo. Intorno al Trono d'argento si trovano le sedie per i principi che hanno raggiunto la maggiore età (il principe ereditario è elevato). Sotto di esse si trovano gli sgabelli per il Primo Ministro, il Ministro degli Esteri e il Maresciallo del Regno.

La Rikssalen  è la Sala del trono del  Palazzo Reale di Stoccolma, e venne utilizzata anche per le cerimonie di apertura del Riksdag sino al 1974. La sala venne progettata dall'architetto Carl Hårleman. Egli si basò sui disegni di Nicodemus Tessin il Giovane. Nella parte inferiore della sala furono mantenute le idee di Tessin, con semicolonne e un forte fregio portante. Tuttavia, il disegno delle pareti tra il nicchia d'angolo e il soffitto fu modificato in stile rococò, con aperture di finestre decorate con cartigli dolcemente arrotondati tra i quali erano collocate figure femminili allegoriche e putti. L'ingresso principale alla Rikssalen è dalla Volta Sud. La Rikssalen e la Cappella Reale si trovano su entrambi i lati della volta. La Rikssalen occupa due piani e mezzo dell'ala meridionale del palazzo.

## Funzione
La Rikssalen venne costruita per il Riksdag e inaugurata nel 1755. I rispettivi partiti politici del Riksdag si riunivano tra le sessioni parlamentari in vari luoghi di Stoccolma. Per le votazioni e i dibattiti, il Riksdag si riuniva nella Rikssalen insieme al Re.
All'inizio del 1770, si sentì la necessità di avere più posti a sedere per i membri del Riksdag. Carl Fredrik Adelcrantz decise di progettare  una balconata che correva lungo tre pareti all'altezza delle semicolonne. Il balcone fu rimosso durante il restauro di Ivar Tengbom negli anni 20.
La celebre espulsione della nobiltà dal Riksdag da parte di Re Gustavo III ebbe luogo nella Rikssalen durante i lavori Parlamentari nel 1789.
Il Riksdag si trasferì nel 1834 a Riddarholmen e in quello che oggi viene chiamato Vecchio Parlamento Svedese. Tuttavia, la Rikssalen rimase sede per la Cerimonia di Apertura del Riksdag fino al 1974, quando questa cerimonia venne abolita. Con la nuova forma di governo, l'apertura del Riksdag si tiene tutt' ora nella Riksdagshuset.
Oggi la sala viene utilizzata per concerti pubblici e per le solenni celebrazioni della Famiglia reale svedese . L'incarico fu portato a termine da Johan Niclas Byström negli anni '40 dell'Ottocento. Anche sul cornicione della Sala di Stato si trovano numerose sculture dell'epoca di Hårleman, tra cui la Pace con un ramoscello d'ulivo , la Religione con una croce e la Rettitudine con una bilancia e una spada .

## Il Trono d'Argento
Il trono d'argento della Regina Cristina fu un dono di Magnus Gabriel De la Gardie per l'incoronazione della regina nel 1650. È costituito da parti fuse e incise in argento su una cornice di legno. Fu eseguito da Abraham Drentwett ad Augusta. Il baldacchino del trono venne realizzato secondo i disegni di Johan Niclas Byström per l'incoronazione di Re  Adolfo Federico. Il tappeto del trono venne realizzato da Pehr Hilleström.

## Sculture
Ai lati del Trono d'Argento si trovano due sculture rietraenti due sovrani Svedesi. Quello a destra raffigura Re Gustavo II e quello a sinistra raffigura Re Carlo XIV. Quest'ultimo commissionò diverse statue e Re Oscar I ne fece collocare due nella Rikssalen .L'incarico fu portato a termine da Johan Niclas Byström negli anni 40 dell'Ottocento. Anche sul cornicione della Rikssalen si trovano numerose sculture dell'epoca di Hårleman, tra cui la Pace con un ramoscello d'ulivo, la Religione con una croce e la Rettitudine con una bilancia e una spada.

### Immagini Storiche

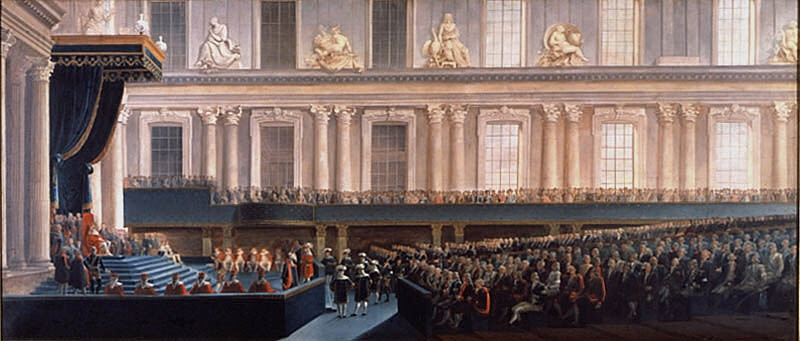
Re Gustavo III apre il Riksdag nel 1789
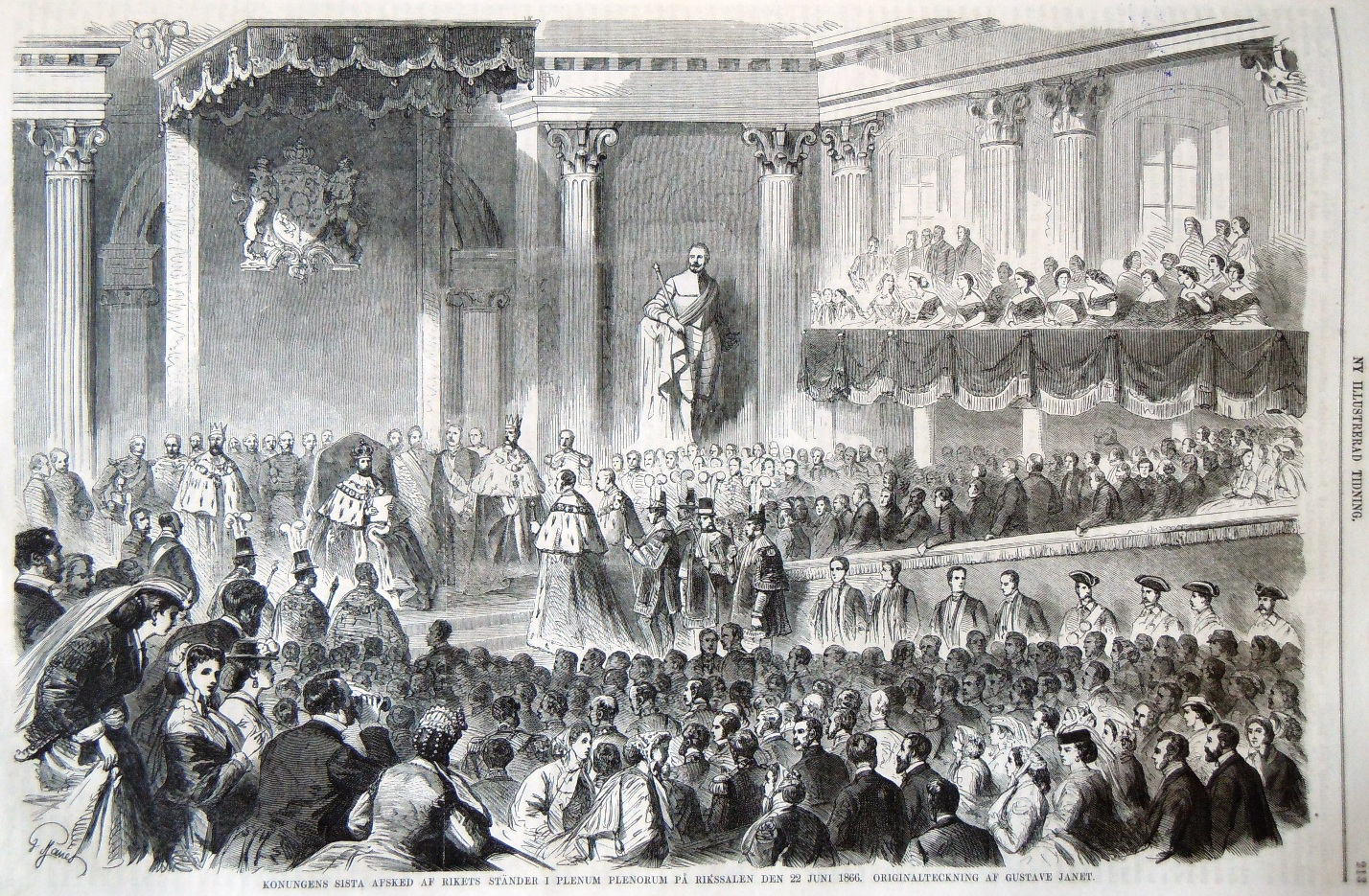
Re Carlo XV apre il Riksdag nel 1866
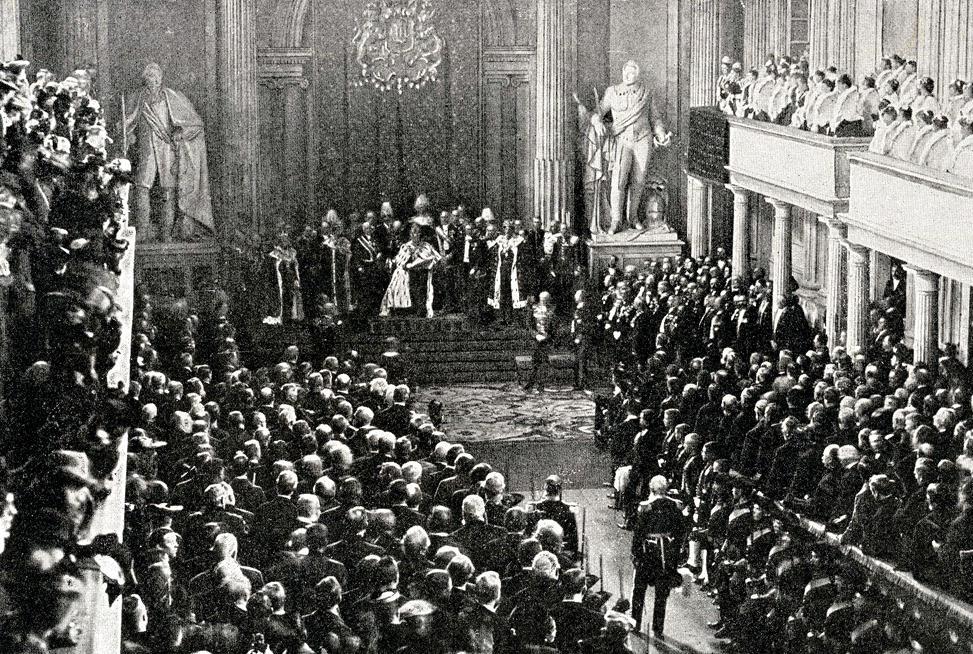
Re Oscar II apre il Riksdag nel 1898
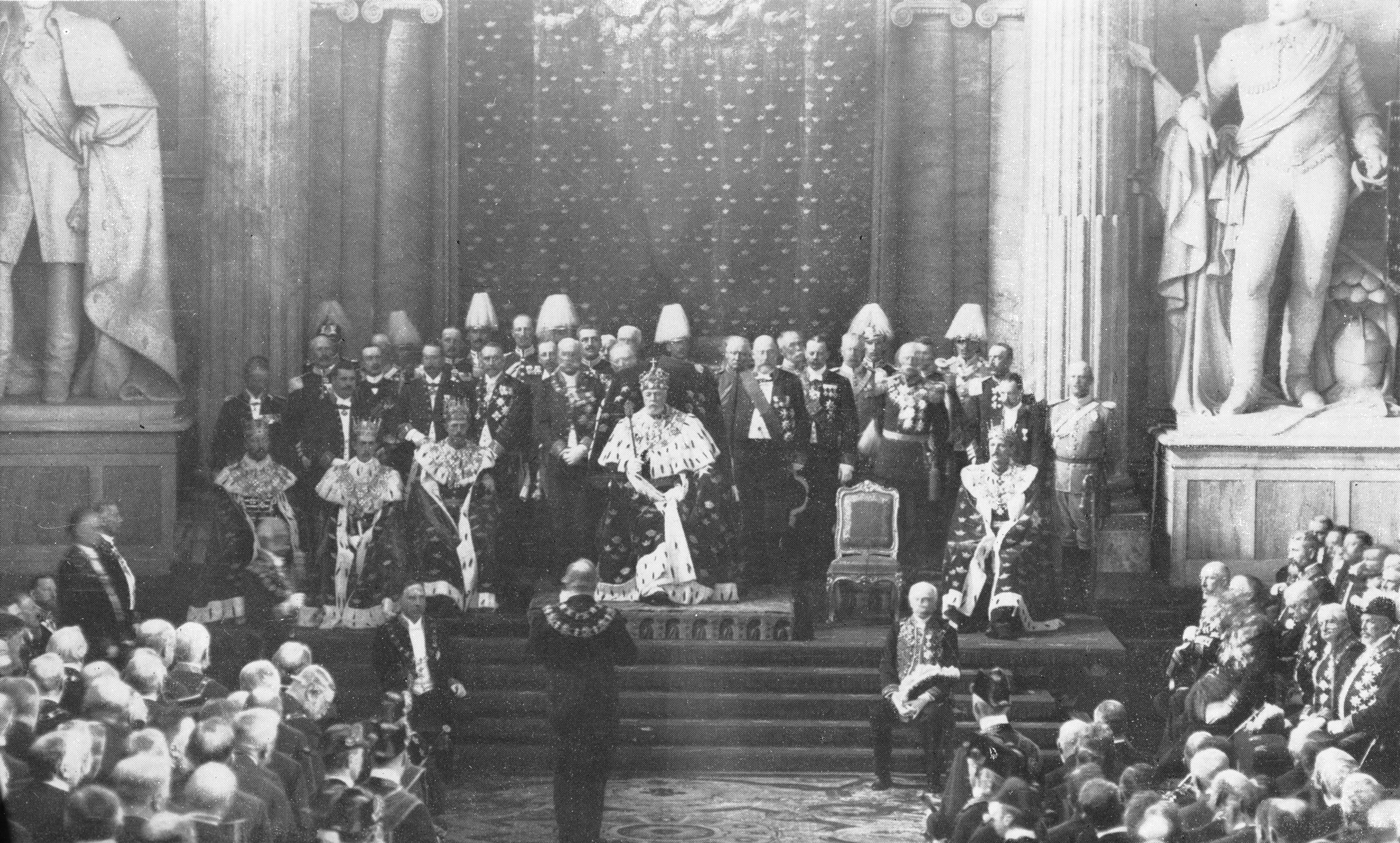
Re Oscar II apre il Riksdag nel 1905
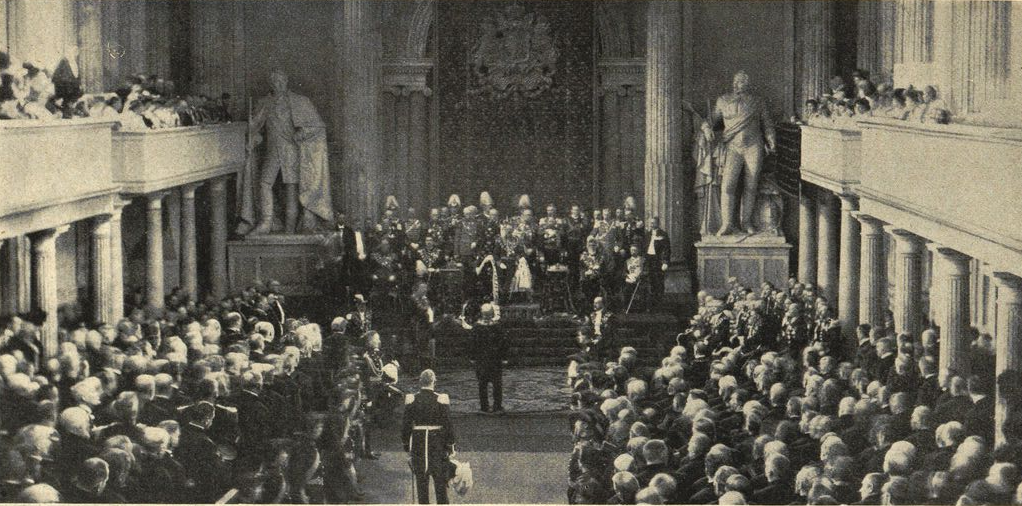
Re Gustavo V apre il Riksdag nel 1909
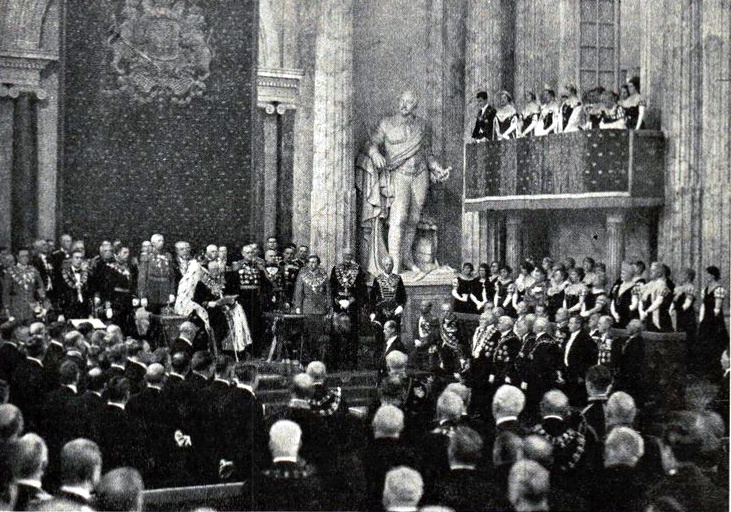
Re Gustavo V apre il Riksdag nel 1934